# Barbara Demick
Barbara Demick, född 1959, är en amerikansk journalist som arbetar för The Los Angeles Times.
Mellan 1993 och 1997 var Demick korrespondent i Östeuropa för Philadelphia Inquirer. Där täckte hon belägringen av Sarajevo under bosnienkriget och skrev en rad artiklar om livet på Logavina gatan i Sarajevo. Reportagen gav henne en rad priser och utmärkelser, bland annat George Polk Award. Hon skrev senare en bok om händelserna, Logavina Street: Life and Death in a Sarajevo Neighborhood, som publicerades 1996.
2001 blev hon the Los Angeles Times korrespondent i Sydkorea. Demick började rapportera omfattande om de mänskliga rättigheterna i Nordkorea, och intervjuade ett stort antal flyktingar från Nordkorea i Kina och Sydkorea. Hon fokuserade särskilt på livet i den nordkoreanska staden Chongjin. 2009 gav hon ut boken Inget att avundas: Vardagsliv i Nordkorea som är baserad på de intervjuerna hon hade gjort med nordkoreanska flyktingar.